# Impatiens alboflava
Impatiens alboflava är en balsaminväxtart som beskrevs av Friedrich Anton Wilhelm Miquel. Impatiens alboflava ingår i släktet balsaminer, och familjen balsaminväxter. Inga underarter finns listade i Catalogue of Life.